# Prilepnica
Prilepnica (serbiska: Прилепница, albanska: Perlepnicë, Përlepnicë) är en ort i Kosovo. Den ligger i den östra delen av landet, 30 km sydost om huvudstaden Priština. Prilepnica ligger 542 meter över havet och antalet invånare är 1 944.
Terrängen runt Prilepnica är huvudsakligen kuperad, men åt sydväst är den platt. Runt Prilepnica är det ganska tätbefolkat, med 222 invånare per kvadratkilometer. Närmaste större samhälle är Gnjilane, 7,1 km sydväst om Prilepnica. Trakten runt Prilepnica består till största delen av jordbruksmark.